# Dorotea Maria di Württemberg
Dorotea Maria di Württemberg (Stoccarda, 3 settembre 1559 – Hilpoltstein, 23 marzo 1639) era una delle otto figlie di Cristoforo di Württemberg, duca del Württemberg dal 1550 al 1568, e di Anna Maria di Brandeburgo-Ansbach.

## Biografia
Come le sorelle, anche Dorotea Maria fu destinata dal padre a sposare un principe tedesco. Venne scelto per lei Ottone Enrico del Palatinato-Sulzbach, principe Elettore del Palatinato-Sulzbach dal 1569 al 1604, che sposò a Stoccarda il 25 novembre 1582. Il matrimonio segnò il legame tra il Württemberg e i Wittelsbach del Palatinato-Neuburg.
Diede alla luce tredici figli:
- Ludovico (6 gennaio 1584-Sulzbach, 12 marzo 1584)
- Anna Elisabetta (Sulzbach, 3 gennaio 1585-Sulzbach, 18 aprile 1585)
- Giorgio Federico (Sulzbach, 15 marzo 1587-Sulzbach, 15 aprile 1587)
- Dorotea Sofia (Sulzbach, 10 marzo 1588-Hilpoltstein, 24 settembre 1607)
- Sabina (Sulzbach, 25 febbraio 1589-Kassel, 1661)
- Otto Giorgio (Sulzbach, 9 aprile 1590-Sulzbach, 29 maggio 1590)
- Susanna (Sulzbach, 6 giugno 1591-Nürtingen, 21 febbraio 1661)
- Maria Elisabetta (Sulzbach, 7 aprile 1593-Sulzbach, 23 febbraio 1594)
- Anna Sibilla (Sulzach, 10 maggio 1594-Sulzbach, 10 dicembre 1594)
- Maddalena Sabina (Sulzbach, 6 settembre 1595-Sulzbach, 18 febbraio 1596)
- Anna Sofia (Sulzbach, 6 settembre 1595-Sulzbach, 21 aprile 1596)
- Dorotea Ursula (Sulzbach, 2 settembre 1597-Sulzbach, 3 marzo 1598)
- Federico Cristiano (Sulzbach, 19 gennaio 1600-Sulzbach, 25 marzo 1600)

Quasi tutti i figli però morirono nella prima infanzia e trovarono sepoltura a Lauingen. Riuscirono a raggiungere l'età adulta solo Sabina, andata sposa a Giovanni Giorgio di Wartenberg, e Susanna, andata sposa a Giorgio Giovanni II di Veldenz.
Suo marito, che aveva nel 1569 diviso l'eredità del padre tra i fratelli maschi, morì il 29 agosto 1604 senza quindi alcun figlio maschio destinato a succedergli e si appropriò dei suoi domini il fratello Filippo Luigi del Palatinato-Neuburg.

## Ascendenza
|                                   |                                   |                                  | Genitori                               |  |  | Nonni |  |  | Bisnonni                         |  |  | Trisnonni               |  |
|                                   |                                   |                                  |                                        |  |  |       |  |  | Enrico di Württemberg-Mömpelgard |  |  | Ulrico V di Württemberg |  |
|                                   |                                   |                                  |                                        |  |  |       |  |  | Enrico di Württemberg-Mömpelgard |  |  | Ulrico V di Württemberg |  |
|                                   |                                   | Elisabetta di Baviera-Landshut   |                                        |  |  |       |  |  | Enrico di Württemberg-Mömpelgard |  |  |                         |  |
| Ulrico di Württemberg             |                                   |                                  |                                        |  |  |       |  |  | Enrico di Württemberg-Mömpelgard |  |  |                         |  |
|                                   |                                   | Elisabetta di Zweibrücken-Bitsch | Simone VI Wecker di Zweibrücken-Bitsch |  |  |       |  |  |                                  |  |  |                         |  |
|                                   |                                   | Elisabetta di Zweibrücken-Bitsch | Simone VI Wecker di Zweibrücken-Bitsch |  |  |       |  |  |                                  |  |  |                         |  |
|                                   |                                   | Elisabetta di Zweibrücken-Bitsch | Elisabetta di Lichtenberg-Lichtenau    |  |  |       |  |  |                                  |  |  |                         |  |
| Cristoforo di Württemberg         |                                   | Elisabetta di Zweibrücken-Bitsch |                                        |  |  |       |  |  |                                  |  |  |                         |  |
|                                   |                                   | Alberto IV di Baviera            | Alberto III di Baviera                 |  |  |       |  |  |                                  |  |  |                         |  |
|                                   |                                   | Alberto IV di Baviera            | Alberto III di Baviera                 |  |  |       |  |  |                                  |  |  |                         |  |
|                                   |                                   | Alberto IV di Baviera            | Anna di Braunschweig-Grubenhagen       |  |  |       |  |  |                                  |  |  |                         |  |
| Sabina di Baviera                 |                                   | Alberto IV di Baviera            |                                        |  |  |       |  |  |                                  |  |  |                         |  |
|                                   |                                   | Cunegonda d'Austria              | Federico III d'Asburgo                 |  |  |       |  |  |                                  |  |  |                         |  |
|                                   |                                   | Cunegonda d'Austria              | Federico III d'Asburgo                 |  |  |       |  |  |                                  |  |  |                         |  |
|                                   |                                   | Cunegonda d'Austria              | Eleonora d'Aviz                        |  |  |       |  |  |                                  |  |  |                         |  |
| Dorotea Maria di Württemberg      |                                   | Cunegonda d'Austria              |                                        |  |  |       |  |  |                                  |  |  |                         |  |
|                                   | Federico I di Brandeburgo-Ansbach | Alberto III di Brandeburgo       |                                        |  |  |       |  |  |                                  |  |  |                         |  |
|                                   | Federico I di Brandeburgo-Ansbach | Alberto III di Brandeburgo       |                                        |  |  |       |  |  |                                  |  |  |                         |  |
|                                   | Federico I di Brandeburgo-Ansbach | Anna di Sassonia                 |                                        |  |  |       |  |  |                                  |  |  |                         |  |
| Giorgio di Brandeburgo-Ansbach    | Federico I di Brandeburgo-Ansbach |                                  |                                        |  |  |       |  |  |                                  |  |  |                         |  |
|                                   |                                   | Sofia di Polonia                 | Casimiro IV di Polonia                 |  |  |       |  |  |                                  |  |  |                         |  |
|                                   |                                   | Sofia di Polonia                 | Casimiro IV di Polonia                 |  |  |       |  |  |                                  |  |  |                         |  |
|                                   |                                   | Sofia di Polonia                 | Elisabetta d'Asburgo                   |  |  |       |  |  |                                  |  |  |                         |  |
| Anna Maria di Brandeburgo-Ansbach |                                   | Sofia di Polonia                 |                                        |  |  |       |  |  |                                  |  |  |                         |  |
|                                   |                                   | Carlo I di Münsterberg-Oels      | Enrico I di Münsterberg-Oels           |  |  |       |  |  |                                  |  |  |                         |  |
|                                   |                                   | Carlo I di Münsterberg-Oels      | Enrico I di Münsterberg-Oels           |  |  |       |  |  |                                  |  |  |                         |  |
|                                   |                                   | Carlo I di Münsterberg-Oels      | Ursula di Brandeburgo                  |  |  |       |  |  |                                  |  |  |                         |  |
| Edvige di Münsterberg-Oels        |                                   | Carlo I di Münsterberg-Oels      |                                        |  |  |       |  |  |                                  |  |  |                         |  |
|                                   |                                   | Anna von Sagan                   | Giovanni II di Sagan                   |  |  |       |  |  |                                  |  |  |                         |  |
|                                   |                                   | Anna von Sagan                   | Giovanni II di Sagan                   |  |  |       |  |  |                                  |  |  |                         |  |
|                                   |                                   | Anna von Sagan                   | Katharina von Troppau                  |  |  |       |  |  |                                  |  |  |                         |  |
|                                   |                                   | Anna von Sagan                   |                                        |  |  |       |  |  |                                  |  |  |                         |  |